# Remetalk Point
Der Remetalk Point (englisch; bulgarisch нос Реметалк nos Remetalk) ist eine Landspitze an der Nordküste der Livingston-Insel im Archipel der Südlichen Shetlandinseln. Sie liegt an der Ostseite der Johannes-Paul-II.-Halbinsel und ragt 3,7 km westnordwestlich des Avitohol Point in die Prisoe Cove hinein. Sie ist ein Ausläufer der Oryahovo Heights.
Die bulgarische Kommission für Antarktische Geographische Namen benannte sie 2005 nach Remetalk III., König der Thraker von 38 n. Chr. bis 46 n. Chr.